# Неркорн, Адольф
Адольф Неркорн (нем. Adolph Nehrkorn; 29.12.1841, Ридагсхаузен — 8.4.1916, Брауншвейг) — немецкий орнитолог и оолог.

## Биография
Ещё будучи ребёнком Неркорн был очарован, наблюдая за водоплавающими птицами в поместье Ридагсхаузен. Контакты Адольфа Неркорна с Рудольфом Блазиусом и Вильгельмом Блазиусом привели его к основному вопросу исследования, оологии. Обменивая, покупая и собирая в собственных поездках, Неркорн собрал самую большую в мире в конце 19-го столетия коллекцию птичьих яиц. Она охватывала 5 843 вида со всех частей света и превосходила коллекцию птичьих яиц Британского музея почти на 1 500 видов. Позднее Неркорн начал собирать чучела птиц. 5 000 чучел примерно 4 000 видов находятся вместе с яйцами 3 500 видов птиц в Музее естествознания Брауншвейга. Коллекция из 20 000 птичьих яиц, завещанная Неркорном в 1905 году Берлинскому музею, была полностью разрушена во время бомбардировок во время Второй мировой войны. В 1868 году  Неркорн был избран членом Немецкого общества орнитологов. Он написал несколько оологических статей для различных журналов, в том числе «Mittheilungen über Nester und Eier des Museum Godeffroy zu Hamburg», которая была опубликована в 1879 году. В 1899 и в 1910 году он издал каталог своих коллекций яиц.

## Почести
Несколько таксонов птиц имеют в видовом эпитете имя Неркорна, в том числе Zosterops nehrkorni и красноголовый цветоед (Dicaeum nehrkorni).